# 夸梅克河
51°29′13″N 8°16′38″E / 51.4870444444°N 8.2772055556°E
夸梅克河（德語：Quamecke），是德國的河流，位於該國西部，處於北萊茵-威斯特法倫州，屬於默訥河的左支流，河道全長3.8公里，流域面積5.4平方公里。